# Teoria îmburghezirii
Teoria îmburghezirii este o teorie politico-socială conform căreia, datorită afluenței economice, în societatea post-industrială solidaritatea de clasă a clasei muncitoare este în regres și ea aspiră la un mod de viață similar micii burghezii (în sensul de "clasele de mijloc"), în cele din urmă fiind absorbită de ea.
Opusul ei este teoria proletarizării.
Teoria a fost dezbătută și discutată pe larg la începutul anilor 1960 în special în Marea Britanie și în Statele Unite ale Americii, ca urmare a două cărți pe această temă: The Affluent Worker in The Class Structure de John H. Goldthorpe (1963) și Must Labour Lose? de Mark Alexander Abrams și Richard Rose (1960).